# Clusier de Gundlach
Pour les articles homonymes, voir Gundlach.
Espèce
Classification phylogénétique
Le Clusier de Gundlach (Clusia gundlachii) est une espèce de plantes à fleurs dicotylédones de la famille des Clusiaceae.
C'est une plante grimpante ou un arbre à feuillage persistant, aux feuilles opposées, oblongues, de 6 à 12 cm de longueur sur 2 à 5 de large, aux fleurs jaune verdâtre. Le fruit est une capsule globuleuse de 2 cm de diamètre.
Il est endémique à Porto Rico dans les Caraïbes.

## Synonymes
- Clusia calyptrata